# Biflustra irregulata
Biflustra irregulata is een mosdiertjessoort uit de familie van de Membraniporidae. De wetenschappelijke naam van de soort is voor het eerst geldig gepubliceerd in 1991 door Liu.